# Ventdelplà
Ventdelplà es una telenovela catalana producida por Diagonal TV y emitida por TV3. Empezó a emitirse el 14 de febrero de 2005 hasta el 17 de octubre de 2010. El pueblo de Breda, donde se rodó la serie, toma el nombre de Ventdelplà, un pueblo ficticio.
Su autor fue Josep Maria Benet i Jornet. Sus guionistas fueron David Plana, Manel Bonany, Anaïs Schaaf, Xavi Berraondo, Anna Manso, Eulàlia Carrillo, Laia Aguilar, Héctor Lozano, Jordi Calafí, Núria Parera, Eva Baeza y Lara Sendim.

## Argumento
Teresa Clarís es un ama de casa, casada con un abogado de prestigio de Barcelona. Tiene dos hijos, de 15 y 8 años, y la carrera de médico terminada. Su marido pronto le hace dejarlo todo para ocuparse de los hijos y sobre todo de él. Cuando quiere recuperar algo de independencia, todo se complica. Debe huir y refugiarse temporalmente en casa de su tío Gustau, en Ventdelplà. Aunque al principio tiene la intención de vender la casa y volver a Barcelona, se queda en Ventdelplà. La serie narra las vidas de la gente del pueblo.

## Personajes
- Isona Delmàs Clarís: Georgina Latre
- Biel Delmàs Clarís: Carlos Cuevas
- Damià Delmàs: Jordi Boixaderas
- Gustau Trias (†): Joan Crosas
- Alfons Rubió (†): Joan Crosas
- David Estelrich: Ramon Madaula
- Martí Estelrich: Nao Albet
- Jaume Estelrich (†): Miquel Gelabert
- Nuri Soler: Anna Barrachina
- Julià Cervera: Marc Cartes
- Alícia Ramoneda: Cristina Dilla
- Manel Estelrich: Marc García Coté
- Esteve Estelrich: Ivan Benet
- Joan Estelrich: Pep Planas
- Roser Figueras: Rosa Vila
- Josep Monràs: Pep Cruz
- Carme Llorente: Teresa Urroz
- Mònica Monràs Llorente: Mar Ulldemolins i Sarret
- Rafa González Úbeda: Pau Roca
- Ramiro González: Boris Ruiz
- Quim González: Marc Homs
- Raquel Busquets: Marta Solaz
- Marcela Úbeda: Isabel Rocatti
- Jordi Vergés: Abel Folk
- Berta Parramon: Rosa Gàmiz
- Paco Espona: Jordi Martínez
- Lluc Espona:Edu Gil
- Dora Parramon: Imma Colomer
- Llibert Serra: Jordi Banacolocha
- Xavi Jordana: Dafnis Balduz
- Isabel Colominas: Marta Millà
- Fèlix (†): Pau Durà
- Esther Bosch: Marta Marco
- Sergi Llopard: Lluís Marco
- Roger Llopard: Bernat Grau
- Gemma Fernández: Elena Tarrats
- Àlex Fernández: Llorenç González
- Clàudia Badia: Lluïsa Mallol
- Cristina Fillol: Clàudia Cos
- Elisabet Fillol: Anna Azcona
- Tomàs Rossinyol (†): Francesc Orella
- Tura Rossinyol: Aída de la Cruz
- Lali (†): Elena Fortuny
- Benet (†): Fèlix Pons
- Marga Ribes(†): Laura Conejero
- Genís: Eduard Farelo
- Clara: Mònica Glaenzel
- Nicole: Ivana Miño
- Sara: Úrsula Corberó
- Pau: Carles Francino Navarro
- Alba Cornadó: Paula Romeu
- Joana (†): Alba Sanmartí
- Miquel (†): Francesc Albiol
- Dr. Pere Rosselló (†): Jesús Ferrer (†)
- Ricard Trias (†): Roger Casamajor
- Mercè: Victòria Pagès
- Jonàs: Oriol Puig
- Teresa Clarís Trias: Emma Vilarasau

## Audiencias
Datos de audiencia media de cada temporada en su estreno en Cataluña por TV3 según TNS.
- Primera temporada: 742 000 espectadores y 25,4 % de cuota de pantalla
- Segunda temporada: 814 000 espectadores y 26,7 % de cuota de pantalla
- Tercera temporada: 765 000 espectadores y 24 % de cuota de pantalla
- Cuarta  temporada: 000 000
- Quinta  temporada: 000 002
- Sexta temporada: 000 001
- Séptima temporada: 20 % de cuota de pantalla.

## Breda, su pueblo original
El nombre de Ventdelplà aparece por primera vez, junto con el de Breda, en un documento del año 878. Se trata de un privilegio del rey franco Luis el Tartamudo al obispo Frodoino de Barcelona, concediéndole varias propiedades en la zona del Montseny. El 1038, Guerau de Cabrera y su esposa Ermessenda, vizcondes de Gerona, deciden fundar un monasterio en Breda y pasar largas temporadas en Ventdelplà, dando un impulso definitivo a las dos poblaciones. Desde entonces la historia de Breda y de Ventdelplà corre paralela y las semejanzas entre las dos villas son tan grandes que mucha gente las confunde.
Entre los episodios de la historia común de estas dos villas gemelas destacan los sucedidos el 20 de mayo de 1640, en los inicios de la Sublevación de Cataluña (1640). Aquel día, gente de Ventdelplà, de Breda y de Sant Celoni atacaron a un contingente de unos 800 soldados del tercio de Leonardo Moles, que se retiraban tras haber sido derrotados en Riudarenas y haber incendiado la iglesia de Breda.
Durante Guerra de Sucesión (1701-1713) por la Corona española, Ventdelplà y Breda fueron claramente partidarias del archiduque Carlos de Austria, al igual que la inmensa mayoría de las poblaciones catalanas, colaborando con hombres y dinero a la causa. Y en la Guerra de la Independencia Española, la gente de Breda y de Ventdelplà lucharon contra las tropas francesas, integrándose en una compañía de soldados durante el 1809.
La guerra civil española (1936-1939) ha sido la última guerra que han tenido que sufrir Breda y Ventdelplà. Fruto de la violencia incontrolada durante los primeros momentos de la guerra, varios vecinos de Breda y de Ventdelplà fueron asesinados por motivos ideológicos y fueron enterrados en fosas comunes.
Muchos de estos hechos han sido recogidos en diversas publicaciones por el cronista local Gustau Trias, desaparecido prematuramente.

## Otros datos de interés
Televisión de Galicia emitió una adaptación de la serie, que recibió el nombre de Valderrei.
El lunes 4 de enero de 2010, la cadena de televisión privada bTV, de Bulgaria, estrenó la versión doblada al búlgaro de Ventdelplà.
Muchos de los actores usaban camisetas Wanda T-shirt.

## Premios
- Premio de la Academia de la Televisión al mejor programa autonómico de ficción de 2007

## Libros relacionados
- La cuina de Ventdelplà. Les receptes de la Marcela (2006). Varios autores. Columna edicions. ISBN 978-84-664-0709-0
- Isona. Diari d'una nova vida a Ventdelplà (2006). Laia Aguilar. Edicions La Galera. ISBN 84-246-2329-0